# Neferu III.
| nfr | nfr | nfr |

| nfr | nfr | nfr |

Neferu III. (v egyptštině „nfrw“ – krása) byla staroegyptská královna z 12. dynastie. Byla dcerou Amenemhata I., sestrou a manželkou Senusreta I. a matkou Amenemhata II.
Neferu III. je jedním ze čtyř známých dětí Amenemhata I. Vdala se za svého bratra Senusreta a je jeho jedinou známou manželkou. Jako jeho manželka je zmíněna v Povídce o Sinuhetovi. Její jméno se objevuje na fragmentech v pyramidě jejího otce v Lištu.
Její hrobka, pyramida, se nachází jako součást pyramidového komplexu jejího manžela Senusreta I., ale je možné, že tam pohřbena nebyla. Její místo pohřbení by pak mohlo alternativně býti v Dahšúru poblíž jejího syna.